# Kloster Løgumkloster

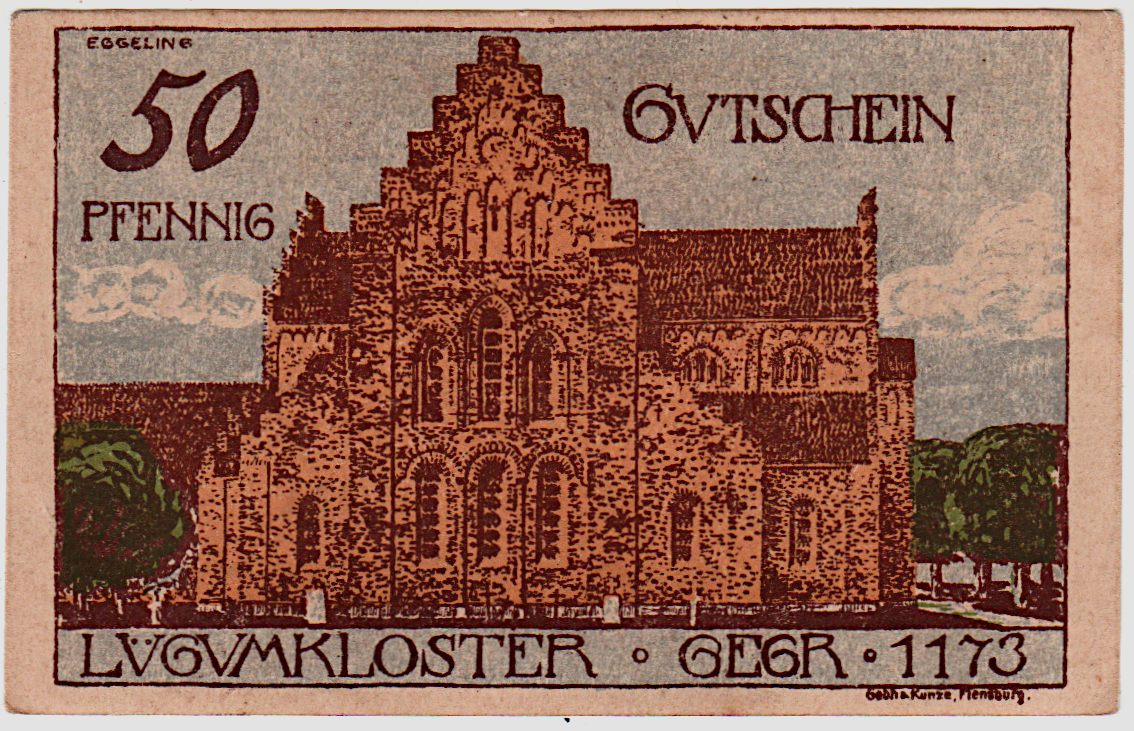
Das Kloster auf einem Notgeldschein aus Lügumkloster, von 1920.

Das Kloster Løgumkloster (deutsch: Kloster Lügum, lateinisch: Locus Dei) ist ein ehemaliges Zisterziensermönchskloster in Dänemark. Es liegt im Amt Sønderjylland (Nordschleswig) in der ehemaligen Kommune Løgumkloster/Lügumkloster (jetzt Tønder/Tondern).

## Geschichte
Auf Betreiben des Bischofs von Ripen (Ribe) ließen sich zwischen den Jahren 1171 und 1175 Zisterziensermönche aus dem Kloster Herrevad in Schonen (damals Dänemark, heute Schweden), einer Filiation von Cîteaux, in Seem östlich von Ripen nieder. Sie übersiedelten kurz darauf nach Løgumkloster, wo sich zuvor wohl schon ein Cluniazenserkloster befunden hatte. Es war die Regierungszeit von König Waldemar I. und seinem Kanzler Absalon von Lund, der zugleich Erzbischof war und für mehrere Klostergründungen bekannt ist. Unter anderen betrieb er die Verbreitung der Zisterzienser und wandelte das Benediktinerkloster in Sorø in eine Zisterzienserabtei um.
Kurz vor 1200 wurde mit dem Bau der noch heute bestehenden Kirche begonnen, der sich bis kurz vor 1300 hinzog, und die als einer der eindrucksvollsten nordischen Sakralbauten gilt. Durch Schenkungen erlangte das Kloster erheblichen Besitz und war bald nach den Bischöfen von Schleswig und Ripen sowie dem Schleswiger Domkapitel die reichste geistliche Stiftung im Herzogtum Schleswig.
Nach der Reformation, die wohl im Jahr 1548 das Ende des Konvents brachte, erhielt Herzog Johann der Ältere von Schleswig-Holstein-Hadersleben das Kloster als Lehen. Die Klosterkirche wurde zur Pfarrkirche, während die Klostergebäude abgebrochen wurden. Im Jahr 1614 wurde das Schloss südwestlich des Klosters aus Abbruchmaterial der Klostergebäude errichtet.

## Bauten und Anlage
Von den Klausurgebäuden ist nur der südlich an das Querhaus der Kirche angrenzende, im dritten Viertel des 13. Jahrhunderts errichtete nördliche Teil des Ostflügels mit dem Kapitelsaal erhalten.
Die Kirche ist eine dreischiffige Backstein-Pfeilerbasilika, die im gebundenen System gewölbt ist. Sie zeigt den Wechsel vom romanischen zum gotischen Stil. Das Langhaus erhielt nur zwei der wohl ursprünglich drei geplanten quadratischen Joche und eine gotische Fassade mit dreigeteiltem Lanzettfenster und Staffelgiebel. Die Querarme weisen im Osten je zwei Seitenkapellen auf, von denen die inneren später bis zum Chorabschluss verlängert wurden. Der Hochaltarschrein stammt aus der Kirche in Jerne. Erhalten ist die Treppe zum Dormitorium im südlichen Querarm.

## Belege
1. ↑  Achim Fürniss, Backnang: Løgumkloster: Cistopedia.org. Archiviert vom Original am 9. Februar 2019; abgerufen am 2. Juli 2025 (englisch).
2. ↑  Løgum Kloster. Abgerufen am 2. Juli 2025 (dänisch).